# José Manuel Lara (golfer)

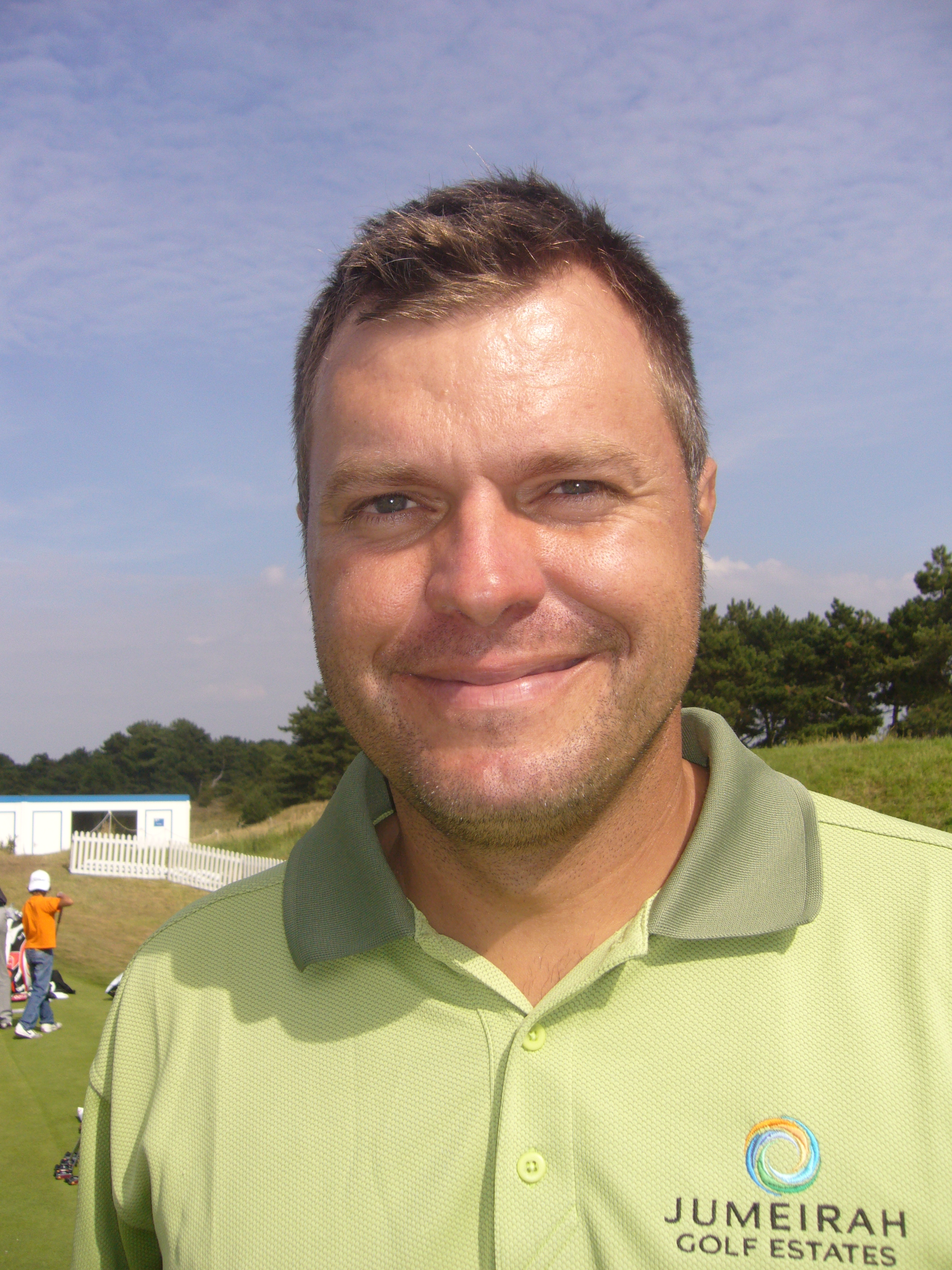
José Manuel Lara op het KLM Open 2009.

José Manuel Lara (Valencia, 21 mei 1977) is een Spaans golfprofessional.

## Amateur

#### Gewonnen
- 1996: Europees Amateur Kampioenschap Junioren, Spaans Amateur

#### Teams
- 1996: Eisenhower Trophy

## Professional
Na het winnen van genoemde grote amateurskampioenschappen wordt Lara in 1997 professional. Op de Challenge Tour eindigt hij in 2000 op de 11de plaats waarna hij in 2001 op de Europese PGA Tour (ET) mag spelen. Sinds 2003 is hij in de top-100 en hoeft hij zich niet opnieuw te kwalificeren. Op de wereldranglijst staat hij in de top-250.
In 2009 heeft hij 3 top-10 plaatsen op de Europese Tour gehaald, maar de cut van het KLM Open gemist.
In 2010 heeft hij in september het Oostenrijks Open gewonnen en daarmee zijn deelname aan de Europese Tour in 2011 veilig gesteld.

### Gewonnen

#### Peugeot Loewe Tour
- 2008: Peugeot Loewe Tour de Maioris (telt ook voor Alps Tour)
- 2009: Peugeot Loewe Tour Golf Escorpión (telt ook voor Alps Tour)

#### Challenge Tour
- 1998: Warsaw Golf Open

#### Aziatische Tour
- 2007: UBS Hong Kong Open (telt ook voor de ET), het werd in 2006 gespeeld maar hoorde bij seizoen 2007.

#### Europese Tour
- 2007: UBS Hong Kong Open (telt ook voor de AT),
- 2010: Oostenrijks Open